# رموز فلسطين الوطنية
قائمة الرموز الوطنية في فلسطين هي أعلام أو أيقونات أو أشكال تعبير ثقافي رسمية وغير رسمية تمثل رمزًا لفلسطين وثقافتها.

## نظرة عامة
من الرموز المدرجة علم الدولة وشعارها القائم على علم الثورة العربية. ويشمل أيضًا تشخيصات وعلامات فلسطينية تستخدمها السلطة الوطنية الفلسطينية.فدائي هو نشيدها الوطني. تم اقتراح الطيور الفلسطينية في فلسطين كطائر وطني محتمل لفلسطين في المستقبل. وصف جواز سفر السلطة الفلسطينية بأنه «رمز حاسم للأمة». كما تشكل طوابع البريد والتاريخ البريدي للسلطة الوطنية الفلسطينية رمز وطني.

## الرموز الوطنية
وتشمل قائمة الرموز التأسيسية للهوية الفلسطينية ما يلي:
- الأقصى، وخاصة قبة الصخرة .
- شعار فلسطين
- حنظلة
- مفتاح فلسطين
- النكبة
- الكوفية الفلسطينية
- البطيخ الأحمر